# Geelgors
De geelgors (Emberiza citrinella) is een zangvogel, uit de familie van de gorzen (Emberizidae). Het is de meest algemeen voorkomende gors in Europa. Buiten het broedseizoen verzamelen zich grote groepen geelgorzen, maar tijdens het broedseizoen is de geelgors strikt territoriaal.
De IUCN classificeert de geelgors als 'niet bedreigd'.

## Kenmerken
Het is een stand- en zwerfvogel die iets groter is dan de mus. Het bereikt een lichaamslengte van 16 tot 17 centimeter en weegt 25 tot 30 gram. De mannetjes dragen tijdens het broedseizoen een geel verenkleed. Ze hebben dan een helder gele kop met een paar bruinachtige strepen en een gele onderzijde met een rood-bruine borst. De vleugeldekveren zijn bruin-grijs gekleurd. De bovenzijde van het lichaam is bruin met donkere lengte strepen. De staart is donker en wanneer hij vliegt vallen de witte buitenranden op.
De vrouwtjes zijn onopvallend groenbruin van kleur, maar met gele accenten aan de onderkant. In het winterkleed lijken de vrouwtjes en mannetjes op elkaar.

## Leefwijze

### Voedsel
De geelgors leeft hoofdzakelijk van zaden maar in de broedtijd ook van wormen en insecten. De voeding van jongen bestaat voornamelijk uit ongewervelde dieren, zoals spinnen, kevers, springstaarten, mieren, rupsen en sprinkhanen, maar ook semi-rijpe korrels. Geelgorzen foerageren bij voorkeur in de vroege ochtend- en avonduren.

### Zang
De zang van de geelgors is zeer kenmerkend voor mooie zomerse dagen en klinkt ongeveer als ti ti ti ti tèh (de tèh blijft soms achterwege). De zang vertoont volgens sommigen een sterke gelijkenis met de eerste tonen van de vijfde symfonie van Beethoven.
Het lied wordt gezongen vanaf hoge zangposten, zoals een struik- of boomtop.

### Voortplanting

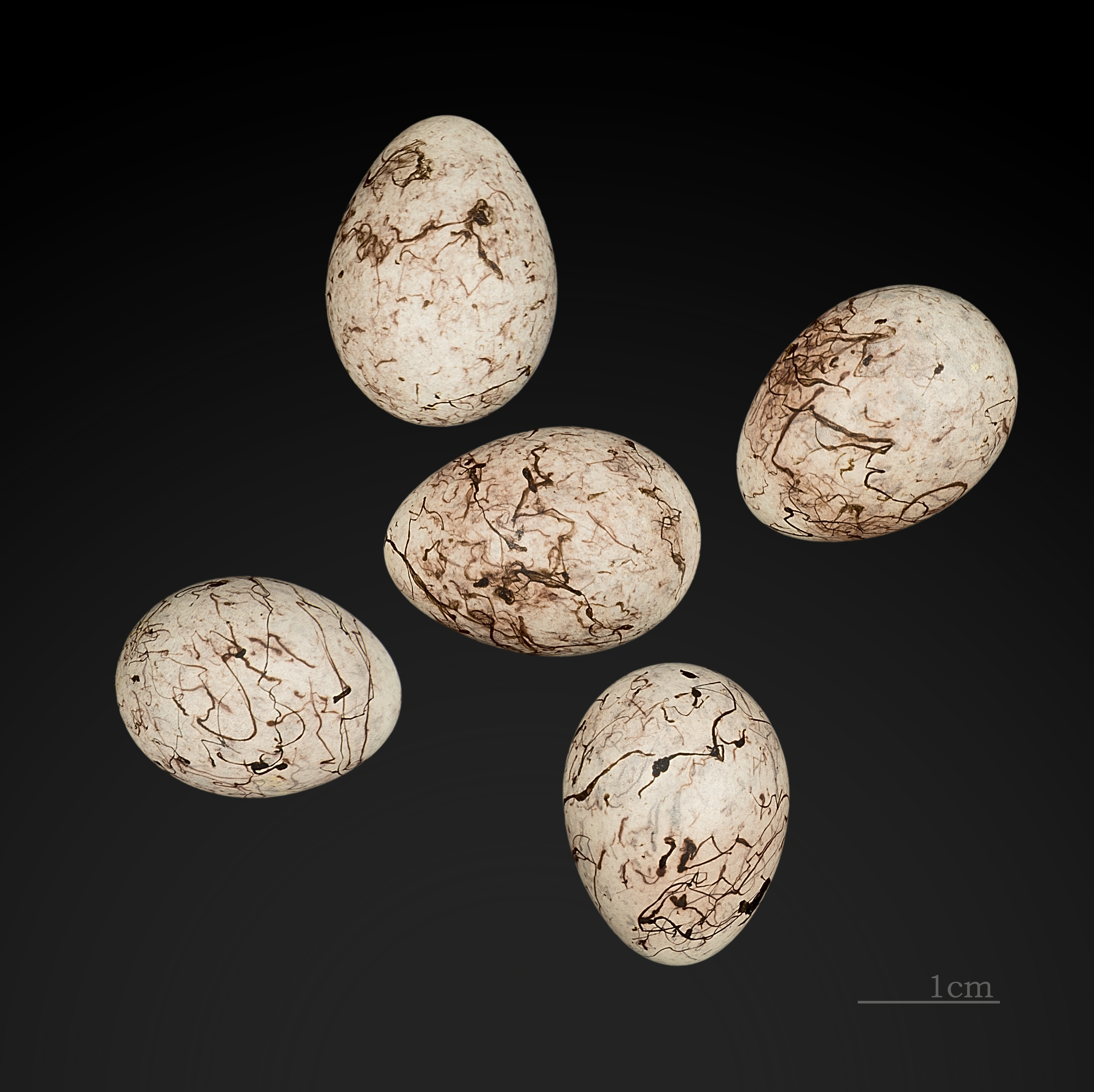
Eieren

Het nest van de geelgors zit op de grond tussen hoge planten en struiken en is gemaakt van halmen, worteltjes en stukjes gras. Een legsel bestaat meestal uit vier tot vijf witachtige eieren met bruine vlekken en streepjes. De broedtijd bedraagt ongeveer twaalf tot veertien dagen. De eieren en jongen worden door beide ouders verzorgd.

## Verspreiding en leefgebied
De geelgors komt voor in een groot deel van Midden-Azië en Europa. Bovendien is deze gors geïntroduceerd in Australië en Nieuw-Zeeland. De geelgors komt voor in heide begroeid met ver uit elkaar staande bomen, in bosranden, wegbermen en in heggen en houtwallen.
De soort telt drie ondersoorten:
- E. c. caliginosa: de westelijke en noordelijke Britse Eilanden.
- E. c. citrinella: van zuidoostelijk Engeland en westelijk continentaal Europa tot noordwestelijk Rusland en Polen, zuidwaarts tot de Balkan.
- E. c. erythrogenys: van oostelijk Europa tot het zuidelijke deel van Centraal-Siberië.

## Status

### Europa
De grootte van de populatie in Europa wordt geschat op 18 tot 31 miljoen broedparen en de wereldpopulatie ligt tussen de 73 en 186 miljoen individuen. Het aantal gaat plaatselijk achteruit door versnippering van het leefgebied. Echter, het tempo ligt onder de 30% in tien jaar (minder dan 3,5% per jaar) en het verspreidingsgebied is zeer groot. Om deze redenen staat de geelgors als niet bedreigd op de Rode Lijst van de IUCN.

### In Nederland en Vlaanderen
Door het verdwijnen van heggen en houtwallen is de geelgors in de twintigste eeuw sterk achteruitgegaan. De geelgors stond op de Nederlandse rode lijst, maar doordat de populatie zich herstelde, staat deze vogel niet langer op deze lijst. Volgens SOVON steeg in de periode 1990-2007 het aantal broedparen significant. Rond 2007 broedden er ongeveer 25.000 paar in Nederland. Helaas is de situatie in Vlaanderen anders. Daar gaat het nog steeds niet goed met de geelgors want die staat op de Vlaamse rode lijst als bedreigd.

## Galerij

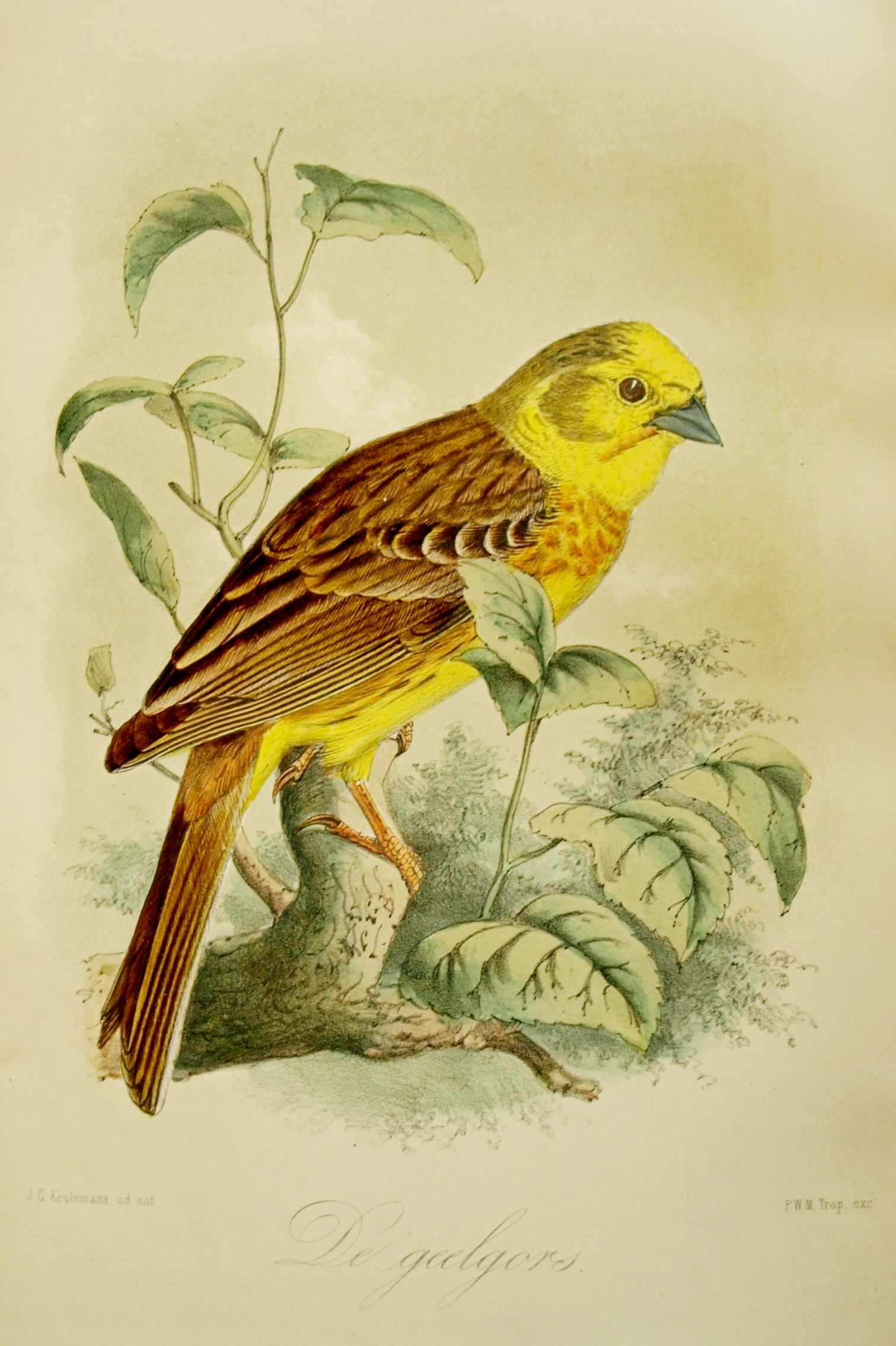
De geelgors (1869), John Gerrard Keulemans

## Video
Emberiza affinis · Emberiza aureola · Emberiza bruniceps · Emberiza buchanani · Emberiza cabanisi · Emberiza caesia · Emberiza capensis · Emberiza chrysophrys · Emberiza cia · Emberiza cineracea · Emberiza cioides · Emberiza cirlus · Emberiza citrinella · Emberiza elegans · Emberiza flaviventris · Emberiza fucata · Emberiza godlewskii · Emberiza hortulana · Emberiza impetuani · Emberiza jankowskii · Emberiza koslowi · Emberiza lathami · Emberiza leucocephalos · Emberiza melanocephala · Emberiza pallasi · Emberiza poliopleura · Emberiza pusilla · Emberiza rustica · Emberiza rutila · Emberiza sahari · Emberiza schoeniclus · Emberiza siemsseni · Emberiza socotrana · Emberiza spodocephala · Emberiza stewarti · Emberiza striolata · Emberiza sulphurata · Emberiza tahapisi · Emberiza townsendi · Emberiza tristrami · Emberiza variabilis · Emberiza vincenti · Emberiza yessoensis